# Історія весняного призову
Історія весняного призову (рос. История весеннего призыва) — російська комедійна мелодрама 2003 року.

## Сюжет
Дії відбуваються в маленькому провінційному російському містечку. Світлана та Іван збираються одружитися, але в їхнє містечко приходить весна, а разом з нею армійський призов. І, як на зло, Іван ні за що не бажає закосити від армії і мріє служити в десанті. Світлана не згодна чекати Івана цілих два роки. Разом з подругою вони розробляють хитрий план, як «відмазати» хлопця від армії всупереч його волі. 
Виявляється, достатньо лише звабити майора військкомату, потім шантажувати його, і той обов'язково визнає Івана непридатним для проходження служби. Світлана береться за здійснення плану, проте про це стає відомо її Іванові. Хлопець ревнує Світлану до майора, і їй коштує чималих зусиль переконати його в своїй невинності ... Тим більше, що майор закохався в свою спокусницю і готовий заради неї на все.

## У ролях
| Актор               | Роль                                |
| ------------------- | ----------------------------------- |
| Карина Разумовська  | Світлана                            |
| Олександр Сємчєв    | Василь Петрович, майор військкомату |
| Сергій Лактюнькін   | Іван Муромцев                       |
| Олена Ніколаєва     | Маша                                |
| Любов Руденко       | Люба                                |
| Віктор Степанов     | полковник                           |
| Оксана Сташенко     | Зінаїда, мати Івана                 |
| Матвій Лапін        | Дімон                               |
| Діана Звєрєва-Балюк | журналістка                         |
| Дмитро Сергін       | епізод                              |
| Віктор Гресь        | епізод                              |
| Юрій Саранцев       | епізод                              |
| Марина Яковлєва     | епізод                              |
| Андрій Єгоров       | епізод                              |
| Олександра Назарова | епізод                              |